# Municipio de Lamberton
El municipio de Lamberton (en inglés: Lamberton Township) es un municipio ubicado en el condado de Redwood en el estado estadounidense de Minnesota. En el año 2010 tenía una población de 193 habitantes y una densidad poblacional de 2,11 personas por km².

## Geografía
El municipio de Lamberton se encuentra ubicado en las coordenadas 44°14′8″N 95°17′5″O / 44.23556, -95.28472. Según la Oficina del Censo de los Estados Unidos, el municipio tiene una superficie total de 91.35 km², de la cual 91,14 km² corresponden a tierra firme y (0,24 %) 0,21 km² es agua.

## Demografía
Según el censo de 2010, había 193 personas residiendo en el municipio de Lamberton. La densidad de población era de 2,11 hab./km². De los 193 habitantes, el municipio de Lamberton estaba compuesto por el 99,48 % blancos, el 0,52 % eran asiáticos. Del total de la población el 0 % eran hispanos o latinos de cualquier raza.